# Claudia Kotter
Claudia Kotter (* 1. September 1980 in Frankfurt am Main; † 14. Juni 2011 in Berlin) war eine deutsche Organspende-Aktivistin und Autorin.
Claudia Kotter war die Initiatorin der Organspende-Kampagne Junge Helden. Die in Mainz aufgewachsene Claudia Kotter gründete im Jahr 2003 mit Familie und Freunden, darunter Ina Remmers, diesen Verein mit dem Ziel, auf das Thema Organspende aufmerksam zu machen. Prominente Schauspieler wie Jürgen Vogel, Nora Tschirner und Matthias Schweighöfer engagierten sich bei Jungen Helden.
Trotz schwerer Krankheit hatte sie ein Betriebswirtschaftsstudium begonnen, das sie jedoch nicht abschließen konnte. Sie litt seit ihrem siebten Lebensjahr an Sklerodermie; 2007 erhielt sie eine Spenderlunge, am 14. Juni 2011  verstarb sie im Alter von 30 Jahren an Herzversagen.